# Вишневка (Волгоградська область)
Вишневка (рос. Вишневка) — селище у Палласовському районі Волгоградської області Російської Федерації.
Населення становить 1149  осіб. Входить до складу муніципального утворення Степновське сільське поселення.

## Історія
Селище розташоване у межах українського історичного та культурного регіону Жовтий Клин.
Селище засноване 1929 року.
Згідно із законом від 30 грудня 2004 року № 982-ОД органом місцевого самоврядування є Степновське сільське поселення.

## Населення
| 2010 | 2015  | 2016  | 2017  |
| ---- | ----- | ----- | ----- |
| 1280 | ↘1186 | ↘1154 | ↘1149 |